# Carabanchel y las artes
Carabanchel a lo largo de su historia ha tenido notables manifestaciones artísticas. Muchas de ellas se pueden contemplar en el barrio, otras están en los fondos de muchos museos y algunas desaparecieron sin más.

## Carabanchel y la pintura ("primer arte")
Son muchos los cuadros que se han pintado en Carabanchel y sobre Carabanchel. Pero, sin duda ninguna, los más importantes son los que hicieron pintores de tanto prestigio como:
1.- Francisco de Goya:

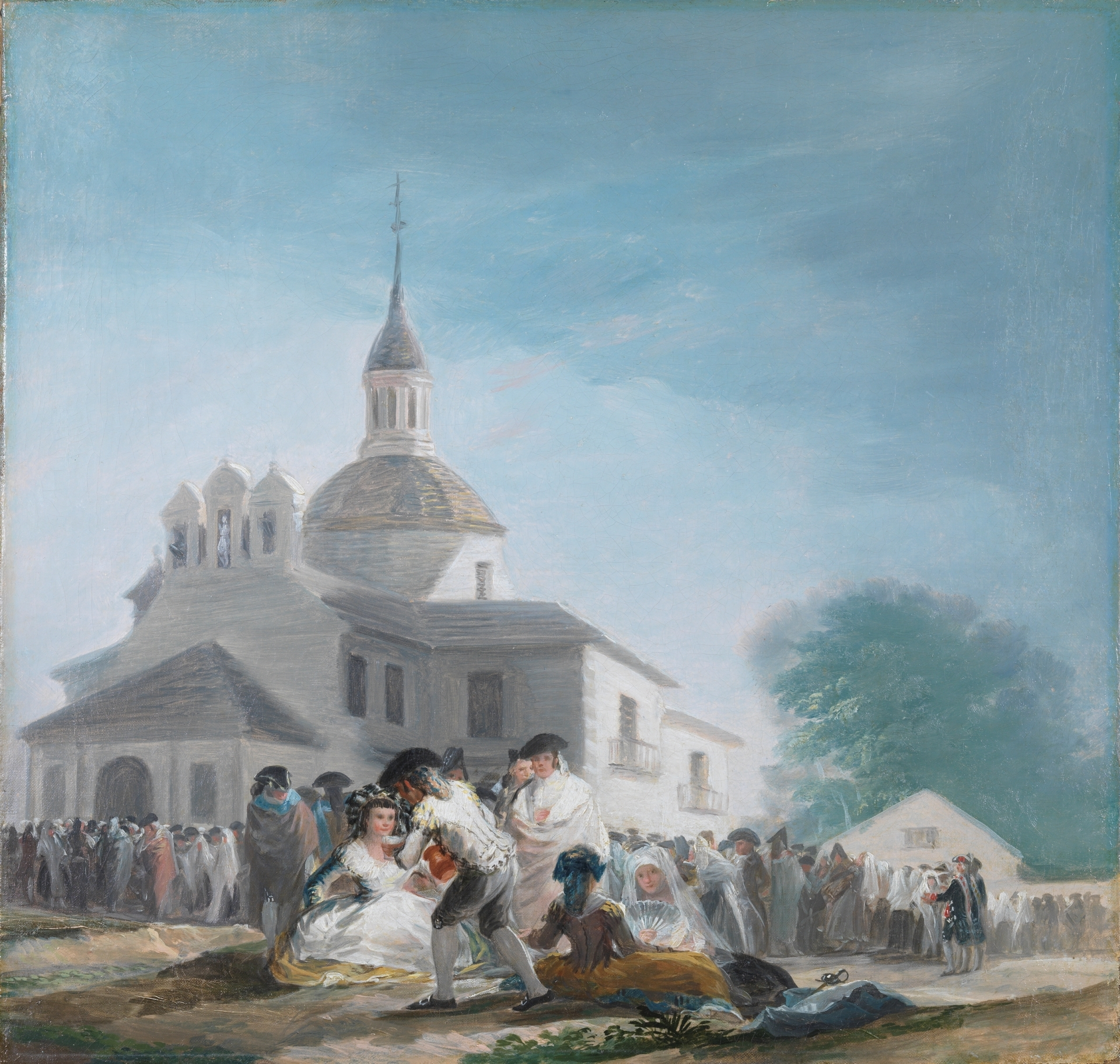
La romería a la ermita de San Isidro vista por Goya en 1788.

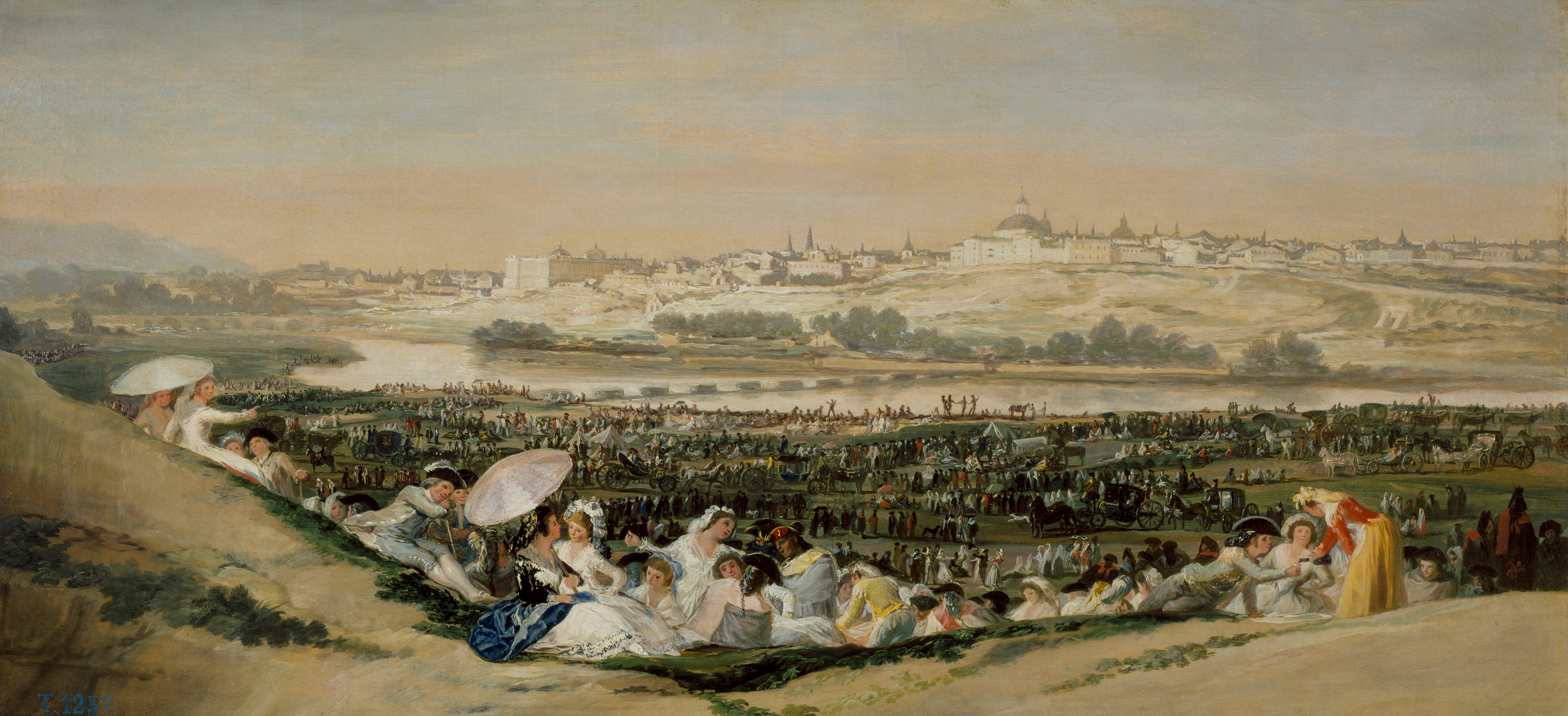
La pradera de San Isidro, Carabanchel en 1788.

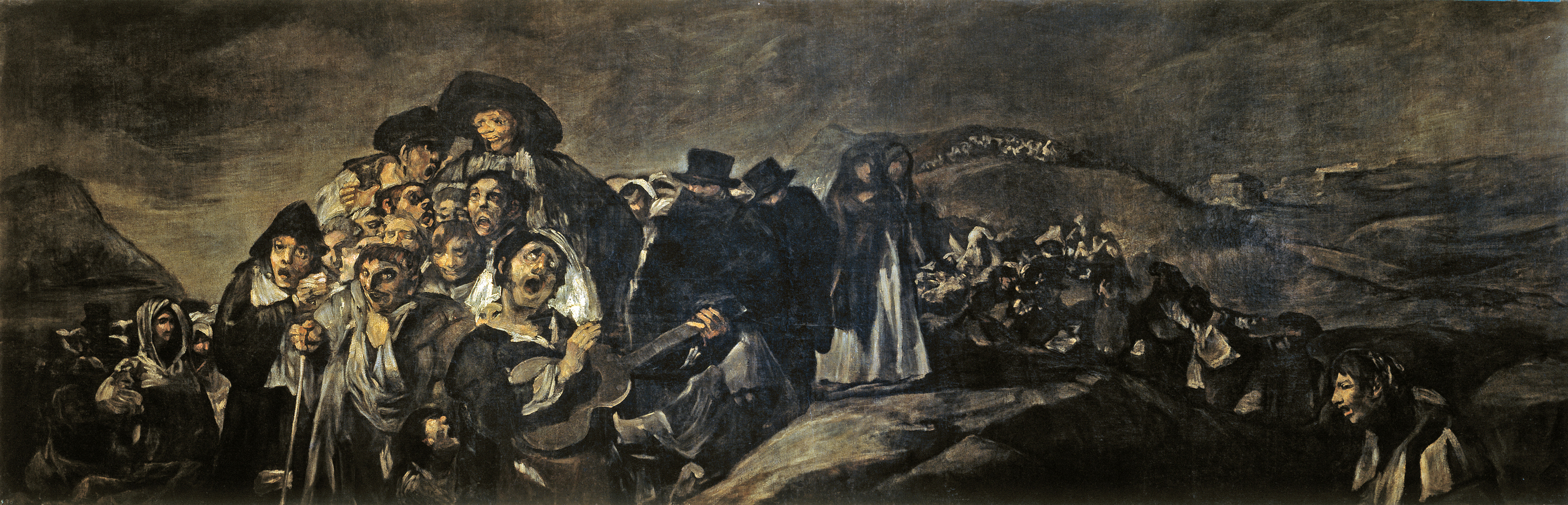
La romería de San Isidro refleja el estilo característico de las Pinturas negras.

Ubicación original de las Pinturas negras en la Quinta del Sordo.

Francisco de Goya y Lucientes nació en Fuendetodos, provincia de Zaragoza, el 30 de marzo de 1746 y falleció en Burdeos, Francia, el 16 de abril de 1828.
En 1775 se traslada a Madrid. en una primera época pinta cuadros como La merienda a orillas del Manzanares entregado en octubre de 1776 e inspirado en el sainete homónimo de Ramón de la Cruz, el Baile a orillas del Manzanares, y la obra maestra La pradera de San Isidro.
En 1819, Francisco de Goya adquiere una finca, conocida como la quinta del sordo, situada en la orilla derecha del río Manzanares, cerca del puente de Segovia y camino hacia la pradera de San Isidro, quizá para vivir allí con Leocadia Weiss a salvo de rumores, pues esta estaba casada con Isidoro Weiss. Era la mujer con la que convivía y quizá tuvo de ella una hija pequeña, Rosarito Weiss.
En noviembre de ese año Francisco de Goya sufre una grave enfermedad que unido a los turbulentos sucesos del Trienio Liberal hace que de esa época sean sus famosas Pinturas negras (catorce obras murales que pinta Francisco de Goya entre 1819 y 1823 con la técnica de óleo al secco sobre la superficie de revoco de la pared de la Quinta del Sordo y que suponen, posiblemente, la obra cumbre de Francisco de Goya, tanto por su modernidad como por la fuerza de su expresión).
El inventario de Antonio de Brugada de la Quinta del Sordo menciona siete obras en la planta baja y ocho en la alta. Sin embargo al Museo del Prado solo llegaron un total de catorce. Charles Yriarte (1867) describe asimismo una pintura más de las que se conocen en la actualidad y señala que esta ya había sido arrancada del muro cuando visitó la finca, siendo trasladada al palacio de Vista Alegre, que pertenecía al marqués de Salamanca. Muchos críticos consideran que por sus medidas y su tema, esta sería Cabezas en un paisaje (Nueva York, colección Stanley Moss).
La distribución en la Quinta del Sordo es la siguiente:
- Planta baja: Se trataba de un espacio rectangular. En los lados largos existían dos ventanas cercanas a los muros cortos. Entre ellas aparecían dos cuadros de gran formato muy apaisado: La romería de San Isidro a la derecha, según la perspectiva del espectador y El aquelarre a la izquierda. Al fondo, en el lado corto enfrentado al de la entrada, una ventana en el centro con Judith y Holofernes a su derecha y el Saturno devorando a un hijo a la izquierda. A ambos lados de la puerta se situaban La Leocadia (frente a Saturno) y Dos viejos o Un viejo y un fraile frente a Judith.
- Planta alta: De las mismas dimensiones que la planta baja, sin embargo solo tenía una ventana central en los muros largos, a cuyos lados se situaban dos óleos. En la pared de la derecha conforme se entraba se hallaban Visión fantástica o Asmodea cerca del espectador y Procesión del Santo Oficio más alejada. En el de la izquierda estaban Átropos o Las Parcas y Duelo a garrotazos sucesivamente. En el muro corto del fondo se veía Mujeres riendo a la derecha del vano y a la izquierda Hombres leyendo. A mano derecha de la puerta de entrada se encontraba El Perro y a la izquierda pudo situarse Cabezas en un paisaje.

Francisco de Goya adornó su quinta ateniéndose al decoro habitual en la pintura mural de los palacios de la nobleza y la alta burguesía. Según estas normas, y considerando que la planta baja servía como comedor, los cuadros deberían tener una temática acorde con el entorno: debería haber escenas campestres —la villa se situaba a orillas del río Manzanares y frente a la pradera de San Isidro—, bodegones y representaciones de banquetes alusivos a la función del salón. Aunque el aragonés no trata estos géneros de modo explícito, Saturno devorando a un hijo y Dos viejos comiendo sopa remiten, aunque de forma irónica y con humor negro, al acto de comer. Además Judith mata a Holofernes tras invitarle a un banquete. Otros cuadros se relacionan con la habitual temática bucólica y la cercana ermita de San Isidro, patrón de los madrileños, aunque con un tratamiento tétrico: La romería de San Isidro e incluso La Leocadia, cuyo sepulcro puede vincularse con el cementerio anejo a la ermita de San Isidro, la Sacramental de San Isidro, San Pedro, San Andrés y Ánimas Benditas.
Francisco de Goya se traslada a Burdeos por temor a las represalias, donde moriría. Se le entierra en el cementerio bordelés de La Chartreuse, en el mausoleo propiedad de la familia Muguiro de Iribarren, junto a su buen amigo y consuegro Martín Miguel de Goicoechea, fallecido tres años atrás. Tras un prolongado olvido, en 1869 se efectúan desde España distintas gestiones para trasladarle a Zaragoza o a Madrid, lo que no era posible legalmente hasta pasados cincuenta años. En 1888 (a los sesenta años, pues) se hace una primera exhumación (encontrándose los despojos de ambos esparcidos por el suelo), que por desidia española no concluye en traslado. En 1899 por fin se exhuman de nuevo y llegan finalmente a Madrid los restos de los dos, Goya y Goicoechea. Depositados provisionalmente en la cripta de la Colegiata de San Isidro, pasan en 1900 a una tumba colectiva de «hombres ilustres» en la Sacramental de San Isidro y finalmente, en 1919, a la ermita de San Antonio de la Florida, al pie de la cúpula que el aragonés pintara un siglo atrás, donde desde entonces permanecen.
2.- Ramón Bayeu:
3.- Juan Mieg:
Juan Mieg es conocido en Carabanchel como "el tío Cigüeño", y además de pintor fue físico, químico, naturalista y escritor.

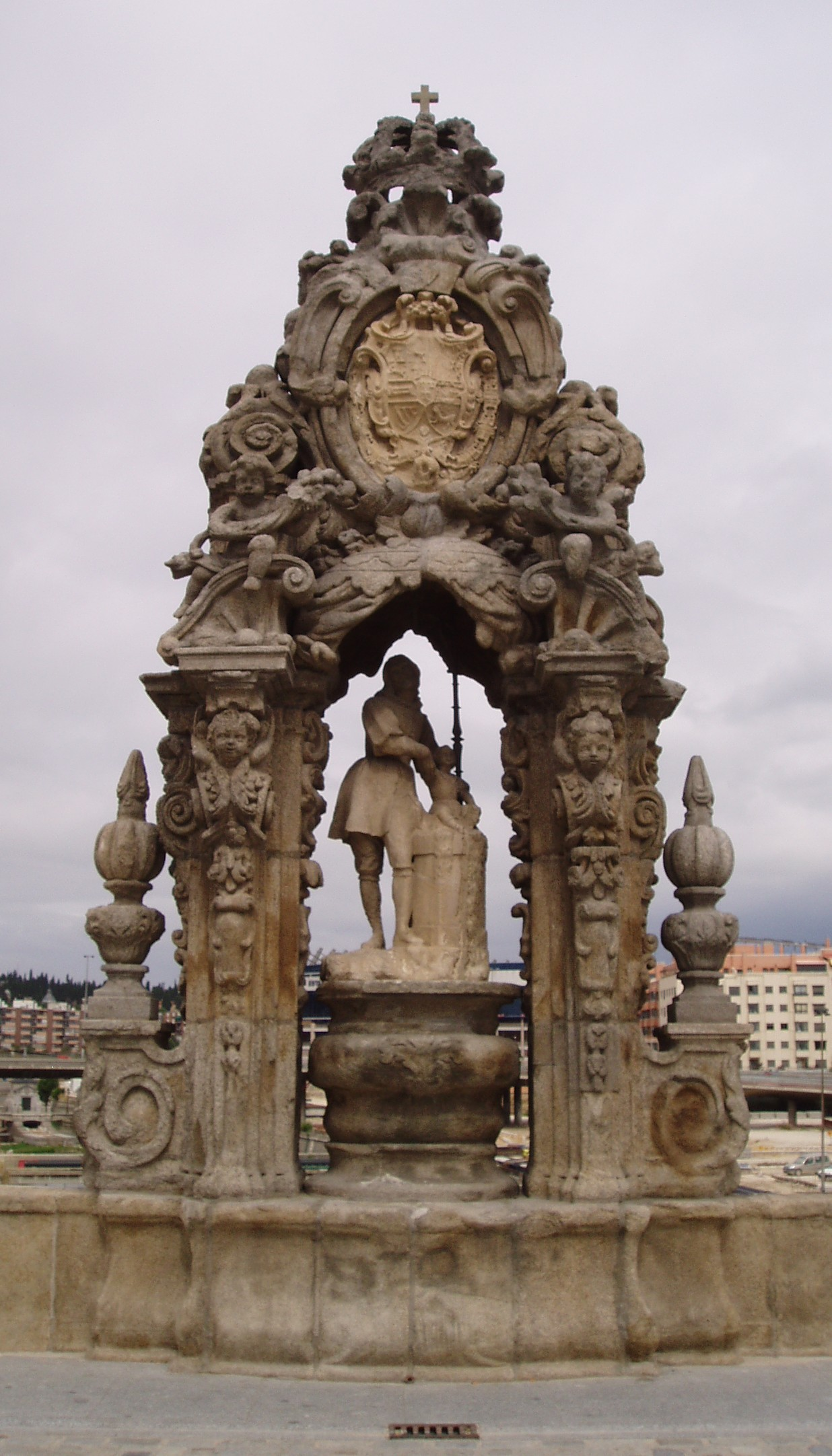
Hornacina con la imagen de San Isidro.

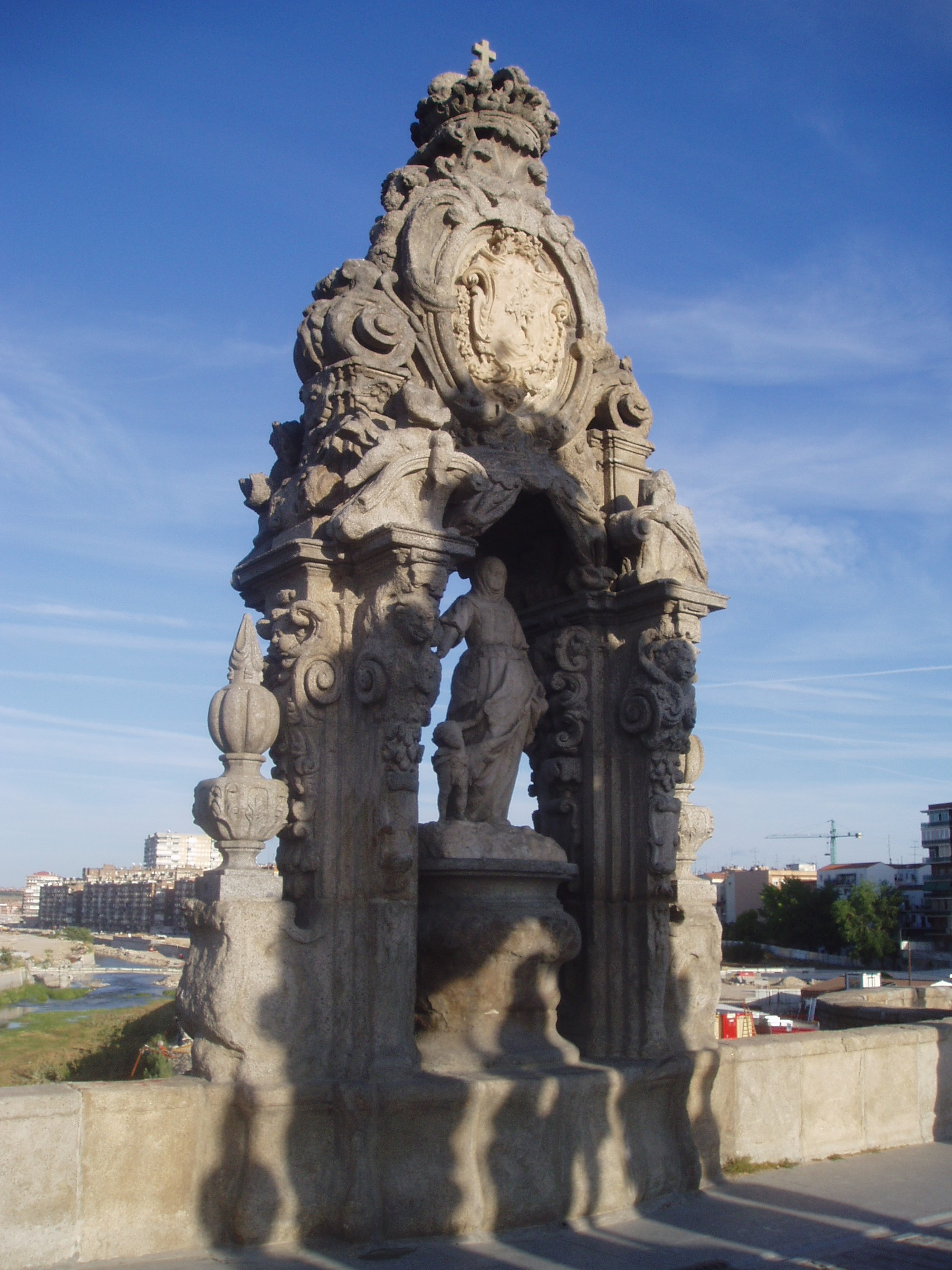
Hornacina con la imagen de Santa María de la Cabeza.

## Carabanchel y la escultura ("segundo arte")
Igualmente, muchos son los elementos y esculturas de valor histórico que figuran En Carabanchel como:
1.- La Puerta Bonita:
La Puerta Bonita fue realizada en el siglo XIX por la fundición inglesa R.W. Kennael & Cº & Falkirk, y todo aquel que la veía quedaba absolutamente maravillado. La Puerta Bonita desapareció en la década de los ochenta por un accidente de tráfico de una grúa que allí trabajaba. El empeño del concejal del distrito, Carlos Izquierdo de recuperarla llevó a que ésta se reconstruyera a partir de unos antiguos planos encontrados de la cancela y la cerrajería. Asimismo fueron restaurados los dos pequeños pabellones adyacentes. En junio del 2005 fue inaugurada por el Alcalde de Madrid, Alberto Ruiz Gallardón y el concejal de Carabanchel, Carlos Izquierdo. Sin embargo, la puerta no ha recogido el encanto de la vieja Puerta Bonita.
2.- Las esculturas del Puente de Toledo:
En la zona central se encuentran dos hornacinas o templetes adornados con elementos churriguerescos y que contienen las estatuas en piedra caliza de los patrones de Madrid, San Isidro Labrador y Santa María de la Cabeza, realizadas en 1723 por el escultor Juan Alonso Villabrille y Ron con la colaboración de Luis Salvador Carmona.

## Carabanchel y la arquitectura ("tercer arte")
Son innumerables los edificios de interés histórico, cultural o arquitectónico en Carabanchel. Los más importantes son:
1.- Los Puentes:
El puente más relevante es, sin duda, el Puente de Toledo, que es el puente más antiguo de Carabanchel y el puente más importante y bonito del río Manzanares, aunque también cabe destacar la pasarelas históricas peatonales: pontona norte del puente de Toledo y pasarela histórica del parque de la Arganzuela, así como la presa n.ª 8. A todas estas pasarelas y puentes habría que añadir el Puente monumental del Parque de la Arganzuela diseñado por Dominique Perrault, que es el puente más importante de todos los que se han construido con Madrid Río, y que, sin duda, se convertirá en una de las imágenes de Madrid en el futuro.
2.- Sacramentales:
Las Sacramentales con valor histórico-artístico son: La Sacramental de San Lorenzo y San José; la Sacramental de Santa María;la Sacramental de San Miguel, Santa Cruz, Santos Justo y Pastor y San Millán; y la Sacramental de San Isidro, San Pedro, San Andrés y Ánimas Benditas.

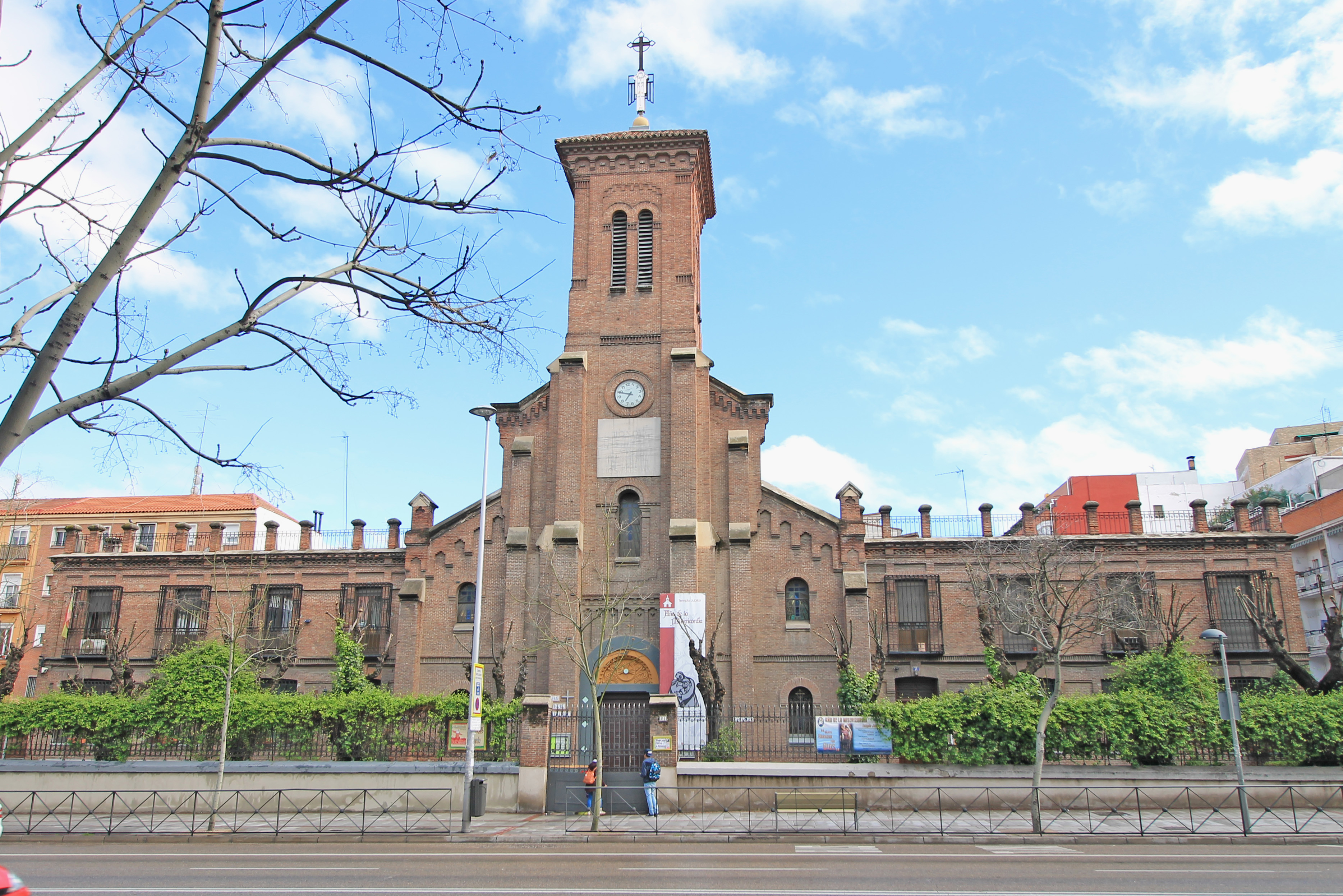
Iglesia de San Miguel Arcángel, construida en estilo neomudéjar en 1912

3.- Ermitas, iglesias, conventos y otros edificios religiosos:
Los edificios religiosos de valor arquitectónico, histórico o artístico son: la ermita de Santa María la Antigua (Madrid); la ermita de San Isidro; la torre de la iglesia parroquial de San Pedro; la iglesia parroquial de San Sebastián Mártir; la iglesia de San Roque y Santa María Micaela; la iglesia y Convento del Santo Ángel de la Guarda; el convento de las Clarisas; la iglesia de San Benito; y la parroquia de Santa María Labouré.
4.- las grandes fincas, posesiones y quintas de Carabanchel:
A) La Finca de Vista Alegre: Palacio Viejo de la Reina María Cristina de Borbón y Estufa Grande; Reformatorio Príncipe de Asturias (Centro de Formación Técnico Profesional "Puerta Bonita" y Centro de Menores "RENASCO"; Colegio de Santiago (Residencia de estudiantes de los huérfanos del Ejército de Tierra); Palacio Nuevo del Marqués de Salamanca o Palacio de Vista Alegre; colegio del Santo Ángel de la Guarda (Centro de Promoción de la Dirección General de la Policía Nacional); edificio Los Lujanes (centro integrado de enseñanzas musicales Federico Moreno Torroba y conservatorio superior de danza María Ávila).
B) La posesión de recreo del Conde del Campo Alange o Quinta de los Padres Marianistas: Casa-palacio (hoy, colegio Hermanos Amorós); iglesia parroquial de Santa María Madre de la Iglesia de los Padres Marianistas.
C) La Antigua Posesión o finca de Santa Rita: colegio Santa Rita; colegio Santa Cruz.
5.- Edificios y equipamientos públicos: 
Entre los edificios y equipamientos públicos destacan: la Junta Municipal de Carabanchel (antiguo Ayuntamiento de Carabanchel Bajo); el centro de mayores y de día Francisco de Goya; el colegio público Concepción Arenal (colegio Concepción Arenal); el centro deportivo municipal Antiguo Canódromo (estadio Antiguo Canódromo); el centro de discapacitados Magerit; el centro de servicios sociales y de mayores Monseñor Oscar Romero; el centro sociocultural Oporto; el centro de salud General Ricardos; el centro de mayores San Vicente de Paúl; el polideportivo Francisco Fernández Ochoa; el colegio público de educación infantil y primaria (CEIP) Pinar de San José; la Biblioteca Luis Rosales de Carabanchel; el Hospital Central de la Defensa Gómez Ulla; la Puerta Bonita; la Cárcel de Carabanchel
6.- Otros edificios privados:
Entre ellos destacan: el Palacio de Vistalegre; la Residencia para personas mayores "Virgen de la Luz"; el Centro Comercial Islazul.

## Carabanchel y la música ("cuarto arte")

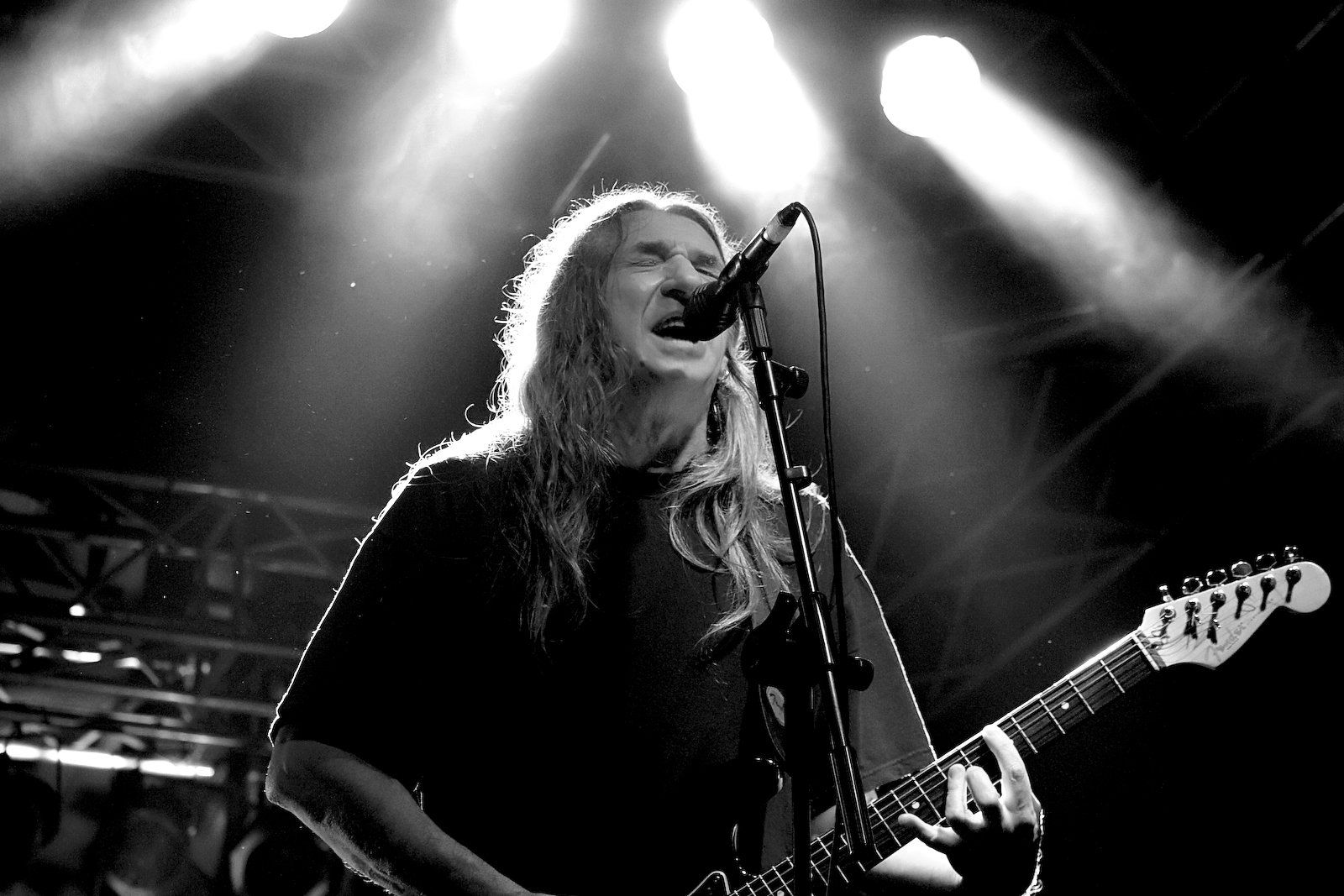
Rosendo uno de los principales embajadores de Carabanchel

En Carabanchel existen gran cantidad de grupos de todo tipo de estilos. Además, en el distrito existe numerosas salas de ensayo, grabación y salas de concierto (la mayoría se encuentra en la zona de Eugenia de Montijo) para grupos que intenta abrirse paso en el mundo de la música.

### Cantantes y grupos musicales
Como cantantes profesionales destacan: Rosendo Mercado, la Excepción, Enrique Morente, las Grecas
1.- Rosendo Mercado:
Rosendo Mercado es un auténtico símbolo de Carabanchel y continua residiendo en el barrio. Fue pionero en el Rock y metal estatal, junto con José Carlos Molina formaron Ñu, en los años 70. Rosendo abandonaría el grupo para formar otra de las grandes bandas de rock estatales, Leño, que sería gran inspiración y sello de identidad del rock estatal. Actualmente actúa en solitario como Rosendo.
Estuvo influenciado en sus principios por Jethro Tull, Canned Heat, Cream, Deep Purple o Black Sabbath entre otros, como curiosidad, tiene una calle en su honor en la ciudad de Leganés en el sur de Madrid.
2.- La Excepción:
La Excepción es un grupo musical de hip hop de Pan Bendito, ganadores de un MTV.
Supusieron una pequeña revolución en el panorama del rap en español, abriéndole nuevas puertas con un estilo desenfadado y muy personal, que integra aires flamencos, lenguaje cheli y mucho humor en los textos, sin dejar de lado la crítica social tan propia del hip hop. Han hecho, con unas señas de identidad muy localistas (como su pertenencia a un barrio periférico de Madrid, el Pan Bendito), un rap que ha recorrido todo el país y se ha colocado en las listas de éxitos en lugares normalmente no habitados por el hip hop, consiguiendo premios como mejor disco del año para su primer trabajo "Cata Cheli", por los críticos de la revista Rolling Stone, o el Premio al Grupo Revelación del PEMOC (colectivo de periodistas musicales), o el mencionado MTV.
La Excepción está formada por Gitano Antón, El Langui y La Dako. Se conocen desde la niñez, y empezaron haciendo sus pinitos con el resto de chavales de su "peñita" (como ellos mismos definen a su grupo de amigos) en la adolescencia con "Amenaza Criminal", de modo amateur. Con el paso del tiempo solo los actuales componentes continuaron en el mundo del hip hop, acabando por montar La Excepción.

### El Palacio de Vistalegre

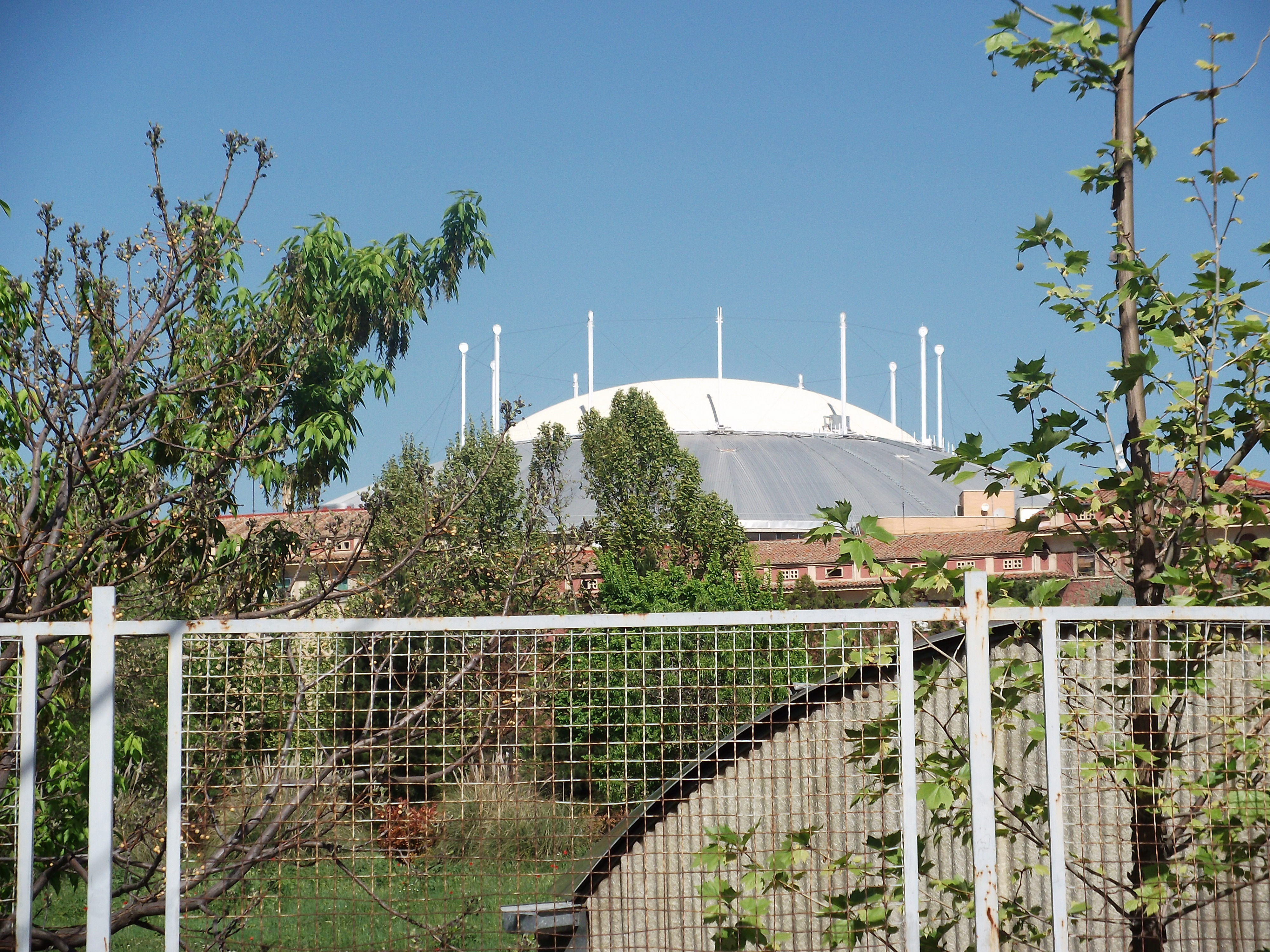
Cúpula de la plaza de toros de Vista Alegre, Carabanchel

El Palacio de Vistalegre es un lugar donde habitualmente se celebran conciertos junto con Las Ventas y el Palacio de los Deportes de Madrid, y es además de los mayores recintos de Madrid para escuchar música en directo.
Han sido muchísimos los conciertos que se han realizado, entre los que destacan:
- 2003: World League Finals.
- 2003: Iron Maiden + Gamma Ray.
- 2005: Judas Priest + Barón Rojo.
- 2010: TeenAngels
- 2010: a-ha (Ending on a High Note: Farewell Tour 2010).
- 2010: Guns N' Roses (Chinese Democracy World Tour).
- 2010: Alice Cooper.
- 2010: Thirty Seconds to Mars.
- 2010: Massive Attack
- 2010: Festival Mundo Idiota 2010
- 2011: Sum 41
- 2011: Avenged Sevenfold
- 2011: Paramore
- 2011: WWE Smackdown
- 2012: Judas Priest + Blind Guardian + U.D.O.
- 2012: WarCry (Grabación del DVD)
- 2012: Maldita Nerea (Fin de Gira 2012)
- 2012: Romeo Santos
- 2013: One Direction World Tour 2013

## Carabanchel y la danza y el teatro ("quinto arte")
En los últimos años Carabanchel ha dado un salto cualitativo muy importante con dos proyectos de envergadura:

### Conservatorio Superior de Danza "María Ávila" (CSDMA)
El Conservatorio Superior de Danza "María Ávila" (CSDMA) tiene su origen en año 2001 cuando la Consejería de Educación de la Comunidad de Madrid establece provisionalmente las Enseñanzas de Grado Superior de Danza en la sede del Real Conservatorio Profesional de Danza de Madrid, implantando la especialidad Pedagogía de la Danza, a la espera de un edificio que albergara el nuevo Conservatorio.
Así, en septiembre de 2006 se crea en este edificio el Conservatorio Superior de Danza de Madrid “María de Ávila” y se implantan los estudios superiores en las especialidades de "Coreografía y Técnicas de la Interpretación de la Danza" y "Pedagogía de la Danza" en sus diferentes líneas: Danza Española, Danza Clásica, Danza Contemporánea y Flamenco, además de futuros estudios de doctorado, másteres de especialización artística e investigación en colaboración con diferentes universidades, programas de intercambio ligados al espíritu del Espacio Europeo, actividades complementarias que incluyen: cursos, talleres, conferencias, clases magistrales y colaboraciones con festivales, centros coreográficos y compañías de danza.
Todo esto ha hecho que éste sea, probablemente, el mejor centro de enseñanza de la danza de España. Lo cierto es que Carabanchel a partir de este momento está considerado como uno de los centros de referencia de la danza en España. Sin embargo, y pese a los vanos intentos de la Junta Municipal de Carabanchel de que el esto repercutiera en el barrio aún no se ha producido.

### Certalac
La séptima edición del Certamen de Teatro de Carabanchel, se ha desarrollado desde el 10 de septiembre al 25 de septiembre de 2010, en el centro cultural Oporto.
Este evento nació en el año 2004 como iniciativa de la Junta Municipal de Carabanchel para fomentar y apoyar la actividad teatral de los grupos de teatro no profesionales a nivel nacional siendo concejal del distrito, Carlos Izquierdo. Seis años de intensa actividad, mucho trabajo y esfuerzo por difundir a todo el territorio español el bagaje escénico de un certamen de calidad, con una extensa trayectoria, y un referente único en Madrid en cuanto a festivales de teatro aficionado.
Este certamen está totalmente consolidado, tiene una buena acogida no solo por parte de las compañías, sino también por los especialistas en teatro que lo visitan tanto a las representaciones como al acto de clausura, y principalmente por el público. Esta actividad tiene por tanto, una vertiente cultural, una vertiente artística y una vertiente participativa.

## Carabanchel y la poesía, y la literatura y el periodismo ("sexto arte")

### Escritores
1.- Juan Luis Cano:
Juan Luis Cano, periodista español, copresentador junto a Guillermo Fesser del programa humorístico de radio Gomaespuma, que dejó de emitirse el 27 de julio de 2007 en Onda Cero.
2.- Elvira Lindo:

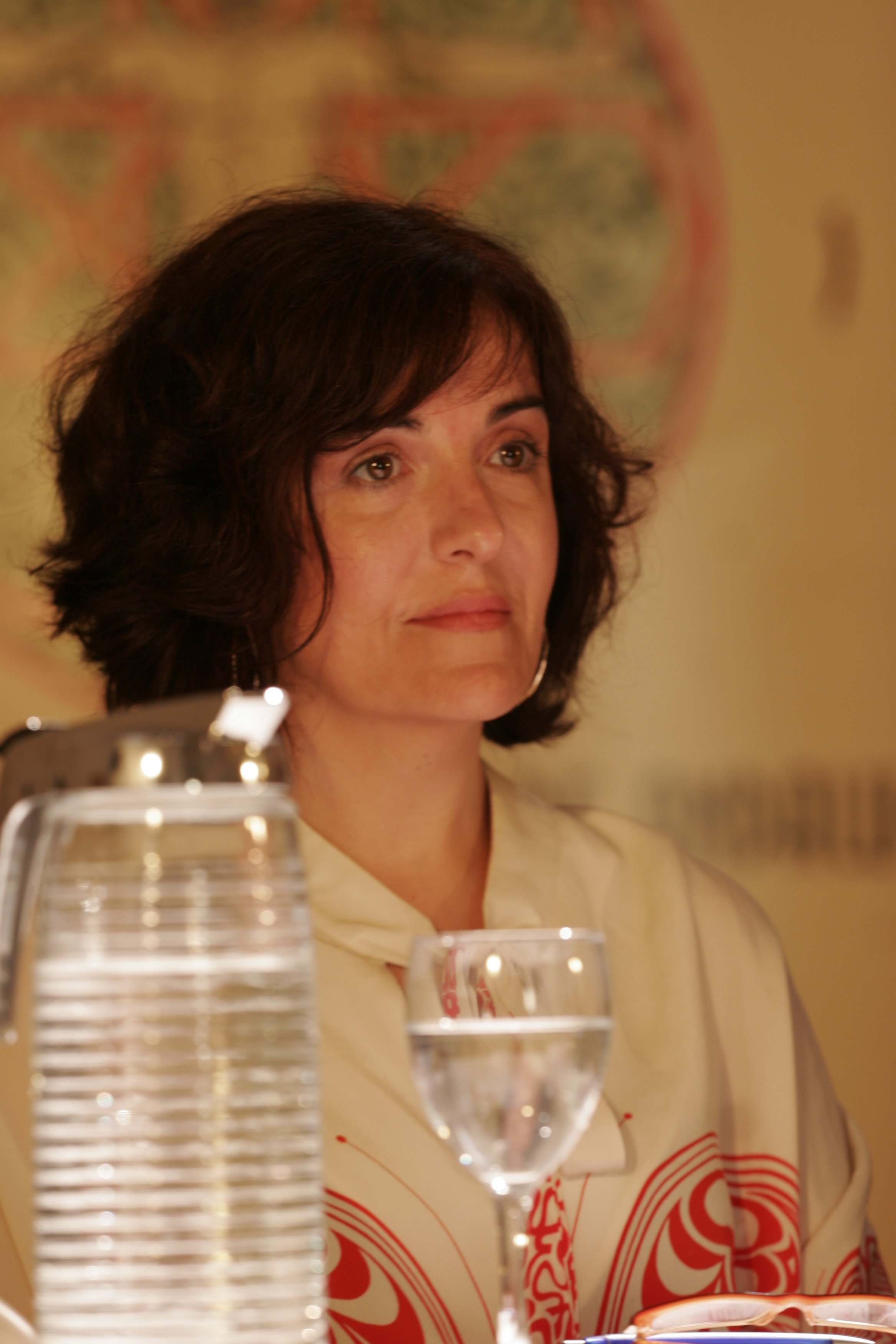
Elvira Lindo, creadora del personaje literario Manolito Gafotas

Elvira Lindo es una periodista que ha trabajado en radio, periódicos ha escrito números libros y guiones para películas. En Carabanchel es muy querida por sus libros de Manolito Gafotas.
El libro de Manolito Gafota se construyó en torno a uno de sus personajes radiofónicos que ella misma interpretaba en la radio. El protagonista, Manolito Gafotas, vivía una vida humilde en el barrio obrero de Carabanchel (Alto), en el seno de una familia con una madre autoritaria, un padre trabajador, un abuelo permisivo y un hermano demasiado pequeño e ingenuo, al que Manolito apoda como El Imbécil. En los libros Elvira Lindo cuenta las historia de Manolito, que en muchas ocasiones se asemejan a la realidad.
"Manolito Gafotas" se hizo muy popular y un clásico de la literatura infantil española, del que se escribieron 8 libros, 2 películas y una serie de televisión. Manolito Gafotas se convirtió en poco tiempo en un símbolo del barrio: Muestra de ello es que en Carabanchel un parque lleva por nombre "Manolito Gafotas".
Los libros de Manolito Gafotas son: Manolito Gafotas (1994), Pobre Manolito (1995), ¡Cómo molo! (1996), Los trapos sucios (1997), Manolito on the road (1998), Yo y el Imbécil (1999), Manolito tiene un secreto (2002) y Mejor Manolo (2012).
3.- Antonio Buero Vallejo:
Antonio Buero Vallejo nació en Guadalajara, en 1916.
En 1934 se trasladó a Madrid. Tras pasar la Guerra Civil y unos años en distintas cárceles salió del penal de Ocaña en libertad condicional, aunque desterrado de Madrid, a principios de marzo de 1946. Por ello, Antonio Buero Vallejo fijó su residencia en Carabanchel Bajo.
Desde Carabanchel escribió sobre la ceguera, En la ardiente oscuridad, en una semana del mes de agosto de 1946, e Historia despiadada y Otro juicio de Salomón en 1948 (obras que después destruyó y no se han conservado).
Entre 1947 y 1948 escribió Historia de una escalera, inicialmente llamada La escalera. Se presentó al premio Lope de Vega, que ganó con Historia de una escalera, cuyo estreno en octubre de 1949 tuvo tal éxito que lo consagró para siempre entre crítica y público. Ese mismo año ganó también el premio de la Asociación de amigos de los Quintero con la pieza en un acto: Las palabras en la arena. Publicó y estrenó de forma constante en Madrid e Historia de una escalera fue llevada al cine por Ignacio F. Iquino.
En los 50 estrenó La tejedora de sueños, La señal que se espera, Casi un cuento de hadas, Madrugada, Irene, o el tesoro, Hoy es fiesta y su primer drama histórico, Un soñador para un pueblo. Empezaron a representarse sus obras en el extranjero, como Historia de una escalera en México (marzo de 1950) y En la ardiente oscuridad en Santa Bárbara, California (diciembre de 1952).
En 1954 se prohibió el estreno de Aventura en lo gris. Al año siguiente apareció en el diario Informaciones «Don Homobono», irónico artículo contra la censura. También se prohibió la representación de El puente, de Carlos Gorostiza, cuya versión había realizado Buero. Escribió Una extraña armonía, que no llegó a estrenarse ni se publicó hasta su Obra Completa. En el número 1 de la revista Primer Acto apareció el artículo «El teatro de Buero Vallejo visto por Buero Vallejo». Se publicó su ensayo sobre «La tragedia». En 1959 se casó con la actriz Victoria Rodríguez, con la que tuvo dos hijos: Carlos, que nació al año siguiente, y Enrique, nacido en 1961.
En los 60 consiguió estrenar parte de sus piezas a pesar de la censura: El concierto de San Ovidio, Aventura en lo gris, El tragaluz y sus versiones de Hamlet, príncipe de Dinamarca, de Shakespeare y Madre Coraje y sus hijos, de Bertolt Brecht. Dirigida por José Tamayo Rivas, estrenó Las Meninas, que fue su mayor éxito desde Historia de una escalera. Tuvo lugar entonces la polémica entre el teatro del posibilismo y el del imposibilismo que mantuvo con Alfonso Sastre en las páginas de Primer Acto. En este año publicó «Un poema y un recuerdo», temprano artículo sobre Miguel Hernández. En 1963 se le propuso su incorporación al Consejo Superior de Teatro, pero Buero renunció a ello.
Encabezados por José Bergamín firmó junto con otros cien intelectuales una carta dirigida al ministro de Información y Turismo solicitando explicaciones sobre el trato dado por la policía a algunos mineros asturianos, lo que le acarreó el distanciamiento de editores y empresas. En 1964 la censura prohibió La doble historia del doctor Valmy, un alegato contra la tortura, que permaneció sin representarse en España hasta 1976, pasada la dictadura. No volvió a estrenar hasta 1967, en el teatro Bellas Artes y bajo la dirección de José Tamayo, El tragaluz, la primera obra de teatro bajo el franquismo en la que se hacía una referencia directa a la Guerra Civil, y que obtuvo un enorme éxito. Simultáneamente, se reestrenó por primera vez Historia de una escalera (que volverá a las tablas en un montaje del Centro Dramático Nacional en 2003).
Fue nombrado miembro de número de la Real Academia Española en 1971, ocupando el sillón X, y galardonado con el Premio Cervantes en 1986 y el Premio Nacional de las Letras Españolas en 1996.
Antonio Buero Vallejo falleció en el hospital Ramón y Cajal de Madrid, a causa de una parada cardiorrespiratoria, el 29 de abril de 2000, a los 83 años de edad.
4.- Lorenzo Manuel Silva Amador: Lorenzo Silva nació en el barrio madrileño de Carabanchel, estudió Derecho en la Universidad Complutense de Madrid y ejerció como abogado de empresa desde 1992 hasta 2002. Ha escrito numerosos relatos, artículos y ensayos literarios, así como varias novelas, que le han valido reconocimiento internacional. Una de ellas, El alquimista impaciente, obtuvo el Premio Nadal del año 2000. Esta es la segunda en la que aparecen los que quizá sean sus personajes más conocidos: la pareja de la Guardia Civil formada por el sargento Bevilacqua y la cabo (en la última novela) Virginia Chamorro. El 15 de noviembre de 2010, le fue concedido por la Guardia Civil el título de Guardia Civil Honorífico por su contribución a la imagen del Cuerpo. Otra de sus obras, La flaqueza del bolchevique, fue finalista del Premio Nadal 1997 y ha sido adaptada al cine por el director Manuel Martín Cuenca. Ganador del Premio Planeta 2012 con la novela La marca del meridiano.
5.- Inmaculada Galván: Inmaculada Galván es una presentadora de televisión española, nacida en Madrid, el 12 de diciembre de 1963. Vivió siempre en Carabanchel y es allí donde adquirió su pasión por el periodismo. Licenciada en Periodismo por la Universidad Complutense, los comienzos de su carrera profesional han estado vinculados a la Radiotelevisión autonómica de Madrid. Ingresó en Onda Madrid poco después de finalizar sus estudios universitarios y después pasó a Telemadrid, primero en el informativo Telenoticias y desde 1993 en el espacio de actualidad diaria Madrid Directo. Su labor al frente del programa durante quince años la convirtieron en el rostro más emblemático de la cadena, además de convertirla en la periodista que ha estado al frente del mismo programa durante más tiempo de forma ininterrumpida. En 2004 fue galardonada con el Premio Víctor de la Serna de Periodismo y en 2008 abandona finalmente el espacio y es fichada por Televisión española, debutando en sustitución de Pepa Bueno con el magazín Esta mañana. En noviembre de 2010 se incorpora a los servicios informativos de la cadena 13 TV, con el espacio De hoy a mañana y un año más tarde conduce en la misma cadena el programa Pulsando España.
5.- Alfredo Menéndez: Alfredo Menéndez es un periodista de Onda Cero que nunca sintió la vocación de ser periodista pero sí "una gran pasión por la radio". Alfredo Menéndez lleva desde el año 2003 como periodista local en Madrid y desde 2005 dirige "Gente de Madrid", de lunes a viernes a las 19:05 horasen Onda Cero. Madrid ocupa personal y profesionalmente la vida de Alfredo Menéndez. Inicialmente vivió en la calle de Leganitos, junto a plaza de España, pero cuando inició su proyecto vital tuvo que abandonar el distrito Centro y marcharse a Carabanchel, donde vive actualmente.

### Libros
Muchos libros se han escrito de Carabanchel y sobre Carabanchel. Muchos artículos se han publicado sobre asuntos y acontecimientos ocurridos en Carabanchel. La literatura y Carabanchel siempre han formado parte.
Cabe destacar los cuantiosos libros que se han escrito a lo largo de este nuevo siglo, muchos de los cuales con el impulso de la Junta Municipal de Carabanchel, y es que como dijo el concejal de Carabanchel, Carlos Izquierdo, en la presentación del libro "Carabanchel, sesenta años Madrid": "la apuesta cultural de Carabanchel, además de apostar por todas las artes, debe hacerlo por los libros que saquen a la luz el patrimonio de Carabanchel y que permanezcan en el tiempo".
Entre los libros escritos destacan los siguientes:
- "Carabanchel, un distrito con historia", José María Sánchez Molledo.
- "Recuerdos de Carabanchel" J.M.Sánchez, Carlos J. López, Manuel González, Emilio. (2003).
- "Historia de los Distritos de Madrid: Latina y Carabanchel". (2002).
- "Carabanchel, sesenta años Madrid", Angél deL Río. (2008).
- "Carabanchel, un siglo de imágenes (1860-1960)", José María Sánchez Molledo. (2010).
- "Los Toros y su mundo en los Carabancheles: (Siglos XVII-XXI)", Francisco Javier Faucha Pérez y Jesús Fernández Sanz. Ediciones La Librería. Madrid, 2014. ISBN 978-84-9873-242-9

Y entre las revistas están las siguientes:
- "La iglesia de la Magdalena: ejemplo de arquitectura múdejar madrileña", Fco. Javier Faucha y J. M. Sánchez Molledo. "Galería Antiquaria" N.º 136 ( 1996).
- "Materiales arqueológicos inéditos procedentes del cementerio parroquial de Carabanchel Bajo", Carlos Caballero Casado, Fco. Javier Faucha Pérez, Isidro M. Fernández Tapias y José M. Sánchez Molledo. "Estudios de Arqueología y Prehistoria madrileñas" N.º 12. Museo San Isidro (Ayto. de Madrid). (2002).
- "Carabanchel: Una ciudad dentro de la ciudad, una historia con sello propio", Fco. Javier Faucha y Jesús Fdez. Sanz. "Historia Iberia Vieja" N.º 45. (2009).
- "¡A los toros de Carabanchel!", Francisco Javier Faucha Pérez y Jesús Fernández Sanz. "Madrid Histórico" N.º 16. (2009).
- "Carabanchel: la Bastilla del franquismo", Francisco Javier Faucha Pérez y Jesús Fernández Sanz. "Madrid Histórico" N.º 18. (2009).
- "Los Carabancheles, 1750-1814: Ilustración y Guerra", Francisco Javier Faucha Pérez y Jesús Fernández Sanz. "Madrid Histórico" N.º 31. (2011).
- "Centenario Cuatro Vientos, cuna de la aviación militar española (1911-2011)", Fco. Javier Faucha y Jesús Fdez. Sanz. "Madrid Histórico". N.º 32. (2011).
- "Rincones del viejo Carabanchel", Francisco Javier Faucha Pérez y Jesús Fernández Sanz. "Madrid Histórico" N.º 33. (2011).
- "La Fundación Instituto San José de Carabanchel Alto", Francisco Javier Faucha Pérez y Jesús Fernández Sanz. Madrid Histórico". N.º 34. (2011).
- "Centenario de la estación militar radiotelegráfica de Carabanchel", Francisco Javier Faucha Pérez y Jesús Fernández Sanz. "Madrid Histórico" N.º 36. (2011).
- "General Gómez de Arteche: un carabanchelero en la historiografía militar", Francisco Javier Faucha y Jesús Fernández Sanz. "Madrid Histórico" N.º 38. (2012).
- "Real Club Deportivo Carabanchel: una entidad con solera", Francisco Javier Faucha Pérez y Jesús Fernández Sanz. "Madrid Histórico" N.º 39. (2012).
- "Toros en Carabanchel de Arriba: la iconografía taurina madrileña se enriquece con un interesante hallazgo", Francisco Javier Faucha Pérez y Jesús Fernández Sanz. En "Madrid Histórico" N.º 60, noviembre-diciembre de 2015. Madrid.

## Carabanchel y el cine ("séptimo arte")

### Películas
Carabanchel ha sido un distrito relacionado con el séptimo arte por la cantidad de sitios que han sido objeto de sus escenarios.
Sus calles han sido el escenario de muchas películas como Miedo a salir de noche (en la calle Antonio López), El Bola (en la zona de Oporto y Urgel), Manolito Gafotas (por numerosos sitios de Carabanchel Alto), El penalti más largo del mundo (Campo del Hogar, antiguo estadio del Club Deportivo Puerta Bonita situado en la calle General Ricardos a la altura de Oporto) y numerosas series entre ellas destaca "Aida" (En esta serie salen calles como la avenida de Oporto, Camino Viejo de Leganés, Urgel o los portales de Abrantes) y "Los Serrano" (Campo de La Mina). La plaza de Carabanchel y de la iglesia, o la calle de la época también han sido escenarios de películas.

### Actores y actrices

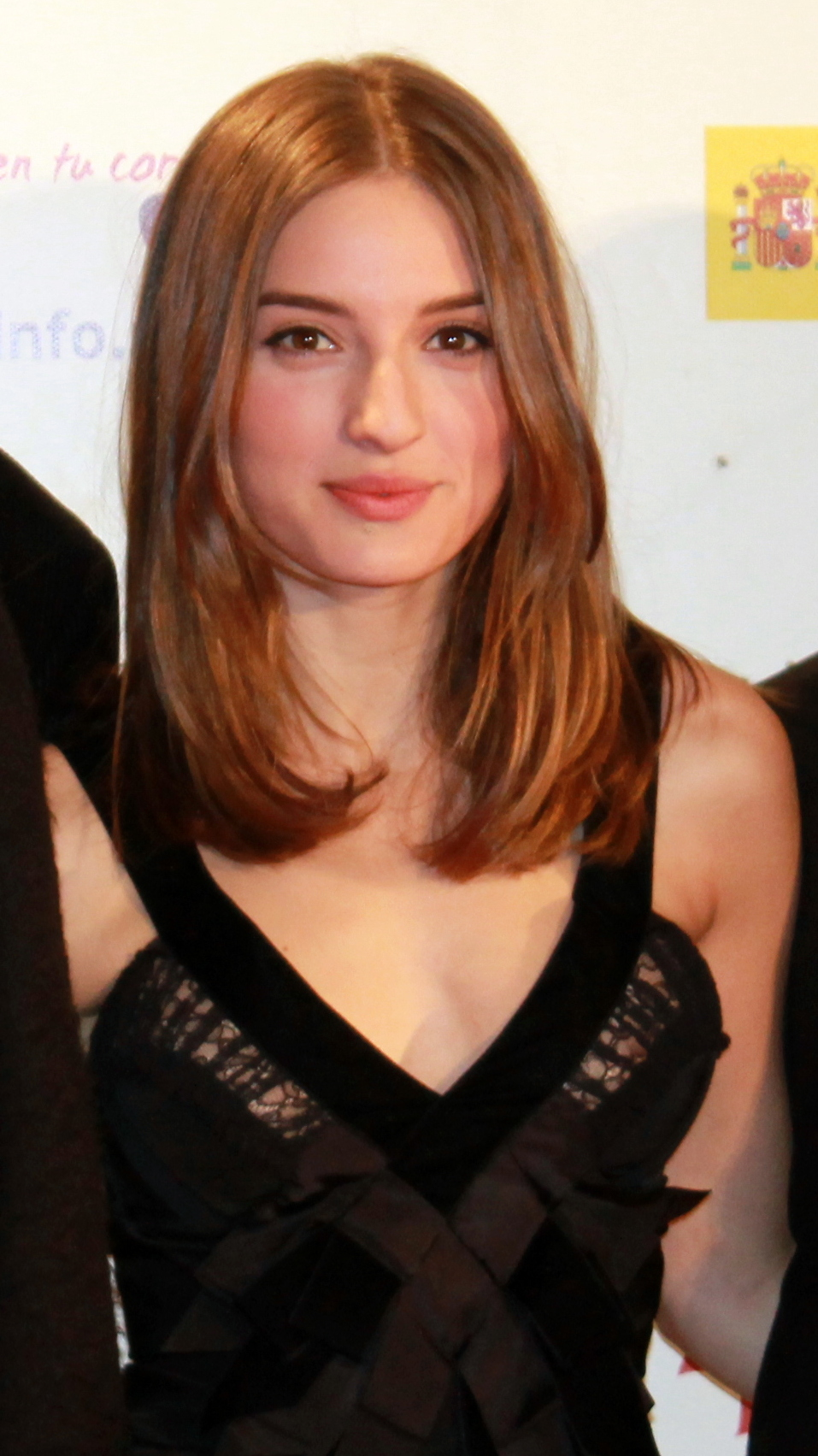
María Valverde, actriz de Carabanchel

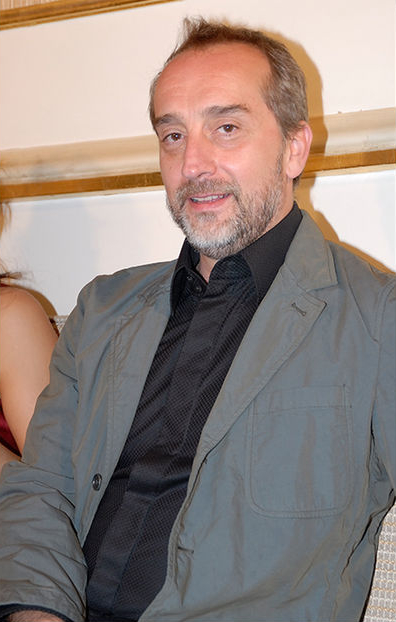
Gonzalo de Castro, actor de Carabanchel

Entre sus vecinos también destacan conocidos actores como:
1.- María Valverde: María Valverde es una actriz española y ganadora del Goya a la mejor actriz revelación. Nació en el madrileño distrito de Carabanchel, el 24 de marzo de 1987. Debutó a los 16 años junto al gallego Luis Tosar en La flaqueza del bolchevique (2003), dirigida por Manuel Martín Cuenca. Gracias a este papel ganó el Goya a Mejor actriz revelación. Participó en películas como Fuera del cuerpo (2004), Vorvik (2005) o la película italo-española Melissa P., basada en un polémico libro titulado Los cien golpes de la escritora italianaMelissa Panarello. En 2006 interpretó a Lucrecia Borgia en Los Borgia, dirigida por Antonio Hernández y junto a Paz Vega. Un año más tarde promocionó, junto a Daniel Brühl, la campaña otoño-invierno de Purificación García. En 2008 participó en el videoclip de The Melocotons, donde tiene un papel destacado con una estética juvenil y desenfadada. En diciembre de 2010 se estrenó Tres metros sobre el cielo, dirigida por Fernando González Molina y coprotagonizada por Mario Casas y ella. Se convirtió en la película más taquillera de todo el año y en 2012 se estrenó la secuela: Tengo ganas de ti. Ese mismo año graba la película Broken Horses en Hollywood dirigida por Vidhu Vinod Chopra. En enero de 2013, fichó por una miniserie en Telecinco titúlada Hermanos donde da vida a Virginia. Esta serie es su segundo proyecto en TV tras el final de la serie La fuga. Fue presentadora de una de las ediciones de la Semana del Cine Español de Carabanchel.
2.- Santiago Segura: (ver a Santiago Segura en el apartado de directores).
3.- Daniel Guzmán: Daniel Guzmán se crio en el barrio de Aluche de Madrid, aunque pasó gran parte de su juventud en Carabanchel pintando las fachadas y los muros bajo el pseudónimo de "Tifón". A pesar de tener a una gran parte del vecindario en contra de sus pintadas con la intención de protestar contra aquellas cosas del mundo con la que estaba en desacuerdo como la guerra del Golfo, tal actividad le granjeó cierta fama hasta el punto que le entrevistaron para un documental llamado "Firma en las paredes" para el programa de reportajes "Crónicas Urbanas" en 1990. Daniel Guzmán quedó fascinado con la experiencia y decidió convertirse en actor haciendo multitud de películas y dando un salto a la dirección de películas.
4.- Nancho Novo: Nancho Novo
5.- Gonzalo de Castro: Gonzalo de Castro nació en Madrid, el 2 de febrero de 1963) es un actor de cine, teatro y televisión español. Su infancia y juventud la pasó en el madrileño distrito de Carabanchel. Terminó la carrera de Derecho con 23 años, pero finalmente consagró su vida al mundo de la interpretación. Sus primeros trabajos fueron en teatro y pequeños papeles en cine, pero fue la serie 7 vidas (1999-2006) con la que alcanzó una notable popularidad gracias a su papel de Gonzalo Montero. En principio, trabajó como figurante e incluso ayudante de dirección, hasta que el productor le brindó la oportunidad de actuar en la serie. Entre 2009 y 2011 interpretó su primer papel protagonista en televisión con Doctor Mateo (Antena 3), donde interpretaba a Mateo Sancristóbal, es un médico español que reside en Nueva York, que después de padecer hemofobia, decide dejarlo todo allí y afincarse en el pueblo donde veraneaba de pequeño: San Martín del Sella. En teatro ha realizado una cantidad considerable de trabajos. Fue pareja sentimental de la actriz Nathalie Poza hasta 2008 y también de la actriz Natalia Verbeke entre 2010 y 2013 a la que conoció durante la grabación de la serie Doctor Mateo.
6.- Adam Jezierski: Adam Jezierski (actor que interpreta a Gorka en Física o química)
7.- Julián González: Julián González (actor que interpretaba a Guille en Farmacia de Guardia y a César en Compañeros)
8.- Juan Manuel Montilla: Juan Manuel Montilla, más conocido por todos como el Langui, este cantante del grupo de hip-hop, La Excepción, ha conseguido 2 Goyas, como mejor actor revelación y mejor canción original por la película El truco del manco, Juan Ibáñez y Jorge Marron.

### Directores, productores y guionistas de cine

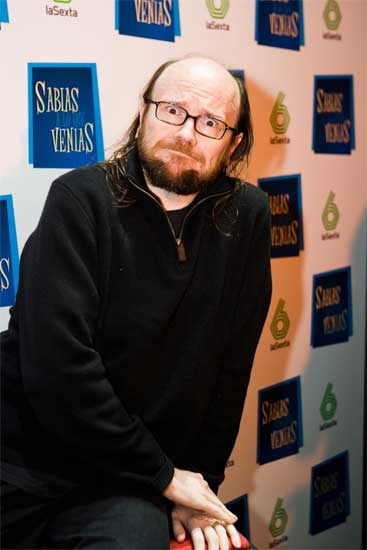
Santiago Segura, famoso actor, productor y guionista de Carabanchel

Entre los directores, productores o guionistas de prestigio que han salido de Carabanchel están:
1.- Achero Mañas: Achero Mañas es hijo del dramaturgo Alfredo Mañas y de la actriz Paloma Lorena, nace en Madrid. Su infancia y adolescencia transcurren entre el Carabanchel y el barrio de la Estrella, rodeado siempre de un ambiente cercano al mundo del teatro, la literatura y el arte, hecho este que marcará profundamente su personalidad y su vida. Estudia pintura en la Escuela de Artes y Oficios y participa como actor en algunas obras de teatro y en el cine. Se traslada a vivir a Nueva York. Allí se forma en interpretación y dirección de actores. Trabaja como actor con directores de prestigio como Adolfo Aristarain, Carlos Saura, Ridley Scott, Manuel Gutiérrez Aragón, Jorge Grau, etc. A raíz del nacimiento de su hija Laura deja la carrera de actor para escribir y dirigir su primer cortometraje titulado Metro con el que obtiene varios premios. Después viene Cazadores con el que obtiene importantes premios, destacando el premio Goya al mejor cortometraje del año. Luego, su tercer corto "Paraísos Artificiales", con el que también obtiene relevantes premios. Después escribe y dirige El Bola, guion que se convertirá en su primer largometraje con una sorprendente acogida tanto de crítica como de público. Recibe innumerables premios nacionales e internacionales entre ellos cuatro premios Goya. Su segundo largometraje es "Noviembre".
Posteriormente hace un documental para Canal Plus sobre el proceso de paz en Irlanda del Norte. Posteriormente, y por circunstancias personales, se traslada a vivir a la ciudad de Nueva York y a Los Ángeles (California). En 2010 produce, escribe y dirige su tercera película titulada "Todo Lo Que Tú Quieras" con gran éxito de crítica y público.
2.- Santiago Zannou: Santiago Zannou nació en el barrio madrileño de Carabanchel en 1977, es un director de cine español. Su padre emigró de Benín a España en torno a 1970, mientras que su madre es aragonesa. Santiago es el menor de los tres hermanos del matrimonio. En la adolescencia se fue a vivir a Mallorca. Su vocación por el cine se materializó cuando tras conocer en un viaje a Madrid a Juan Manuel Montilla, El Langui, un rapero de Carabanchel, miembro del grupo La Excepción, decidió escribir la historia que se convertiría posteriormente en su primer largometraje, El truco del manco (2008), por el que obtuvo el premio Goya a la mejor dirección novel en la XXIII edición de los Premios Goya. Anteriormente había escrito y dirigido dos cortos, Cara sucia (2004) y Mercancías (2005). En noviembre de 2009 dirigió un documental, El alma de la roja, a propósito del centenario de la Federación Española de Fútbol. Se trata de un emotivo documento que narra las experiencias y sensaciones de los protagonistas de la selección española de fútbol en sus 100 años de historia.
3.- Santiago Segura: Santiago Segura es, sin duda, el director más conocido y popular de Carabanchel. Cuando a los 12 años comenzó a tener poder adquisitivo se compró una cámara Super-8 en El Rastro de Madrid. Estudió la carrera de Bellas Artes debido a su gran afición y talento en el dibujo aunque su padre quiso que fuese banquero y se sacase unas oposiciones. Tras acabarla escribió relatos pornográficos para publicaciones como "Lib internacional" o "Supertetas", trabajó como actor de doblaje en películas con la misma temática, colaboró con compañías de teatro independiente, fue camarero y vendedor de libros a domicilio, publicó varias series pornográficas en las revistas "El Víbora" y otras, y fue figurante de diversas películas.
Fernando Trueba le aconsejó que se lanzara a realizar cortos en 35mm. Segura le hizo caso y realizó tres cortometrajes. Para financiarlos participó en gran cantidad de concursos de televisión, como No te rías que es peor, Locos por la tele, El huevo de Colón o Vivan los novios. Mientras concursaba en festivales de cine, entre ellos la Semana del Cine Español de Carabanchel donde nunca ganó nada, conoció a gran cantidad de cineastas. La colaboración más fructífera fue con Álex de la Iglesia que le fichó para su primer largometraje, Acción mutante (1993). Mientras escribía los guiones de dos programas de televisión supo que Álex de la Iglesia estaba preparando el guion de su segundo largometraje, El día de la Bestia. Santiago Segura participó con el papel de José Mari —dependiente de una tienda de música death metal, obsesionado con el satanismo y miembro de una familia de clase obrera—, papel por el que obtuvo el premio Goya al Mejor Actor Revelación en 1996.
A partir de este momento fue cobrando poco a poco más protagonismo tanto en cine como en televisión. Trabajó como colaborador de programas nocturnos.
La fama absoluta le llega con su primer largometraje como director, Torrente, el brazo tonto de la ley, película con la que alcanzó bastantes objetivos: trabajar con Tony Leblanc, hacer la película española más taquillera hasta entonces o conseguir el premio Goya al mejor director novel de 1999. Su fama era ya innegable, pues Santiago Segura había creado un símbolo, Torrente.
Tras darle un papel en Perdita Durango, Álex de la Iglesia volvió a ofrecerle un papel como coprotagonista con el Gran Wyoming en Muertos de risa. El rodaje de esta película distanció a Álex de la Iglesia y a Santiago Segura, que habían llegado a ser muy buenos amigos.
En vista del éxito obtenido con Torrente, el brazo tonto de la ley, Segura decidió filmar Torrente 2, misión en Marbella (2001). El guion lo escribió en una habitación de hotel, donde estaba junto a Guillermo del Toro mientras éste hacía lo propio con El espinazo del diablo. Por esta película no obtuvo ningún galardón, pero consiguió llevar al cine a más de 5.000.000 de espectadores y recaudó en taquilla 3.700 millones de pesetas. Ese mismo año lanza un videojuego basado en las dos primeras películas de la saga, con el nombre Torrente: El juego, donde dio voz a su personaje. El juego se convirtió en un éxito, con 240.000 unidades vendidas en Europa, y también se llegó a vender hasta en Estados Unidos.
Después de Torrente 2, Santiago Segura trabajó en otras películas como actor. En 2005 se estrenó en toda España la tercera parte de la famosa saga de Torrente: Torrente 3, el protector. Volvió a redactar el guion en una habitación de hotel con Guillermo del Toro, quien redactaba el de El laberinto del fauno. La película volvió a ser un éxito de taquilla.
Posteriormente, Santiago Segura compaginó sus trabajos en el cine con el de presentador de televisión en el programa Sabías a lo que venías, de La Sexta.
A comienzos de 2009 anuncia que está realizando el guion para la cuarta película de cuarta entrega de Torrente, sin el apoyo de Guillermo del Toro. Su estreno se produjo en 2011 y volvió a ser un nuevo éxito.
Trabajó como colaborador en el programa El hormiguero de Pablo Motos emitido en Antena 3. Presentó en 2012, la Gala de los Premios Goya, realizó en Televisión española el especial ¡Arriba ese ánimo!, en homenaje al humorista Miguel Gila. Participó en varias ediciones de Tu cara me suena el concurso de imitación de Antena 3.

### La Semana del Cine Español de Carabanchel
La Semana del Cine Español de Carabanchel, es uno de los eventos culturales que cuenta con una trayectoria tan extensa, lo que la convierte en una de las citas imprescindibles y obligadas de la agenda cultural madrileña.
Su puesta en marcha se debió a un grupo de estudiantes que compartían el objetivo de dar a conocer el cine español a los vecinos del Distrito.
Desde entonces Carabanchel ha evolucionado de la misma forma que su Semana de Cine ha ido renovándose.
Uno de los apartados más importantes del programa es el certamen de Cortos de Carabanchel, uno de los más prestigiosos de España, no solo por su antigüedad sino sobre todo por el alto nivel de las obras presentadas a concurso.
Otra de las señas de identidad de esta Semana es el contacto directo del público con los auténticos protagonistas de las películas, que se materializa a través de los coloquios que se mantienen al finalizar cada proyección, que ha contado con la participación de actores, guionistas y directores.
Pero la intención del certamen también es que los Mayores sigan viviendo la trayectoria del cine español, y los más pequeños aprendan a conocerlo y apreciarlo por ello se realizan Sesiones Especiales a Mayores y niños del Distrito.
Las ediciones y premiados por la Semana del Cine Español de Carabanchel son los siguientes:

### Los cines de Carabanchel
Carabanchel tuvo muchos cines de barrio, al igual que como ocurrió en otros muchos barrios y municipios en España. Los viejos cines tenían un encanto especial, que no tienen las multisalas de cine existentes en los centros comerciales como el centro comercial "Islazul" pese a que existan más salas que antiguos cines y pese a que existan más butacas que las que había antes con la suma de todos los cines.
Los viejos cines de Carabanchel eran: Cinema España, Florida, Salaberri, Los Ángeles, Oporto, Coímbra, Vista Alegre e Imperio.